# اندیس ده بالا
ده بالا یک اندیس فلزی است که در حوالی شهر رامشک استان کرمان قرار دارد و مادهٔ معدنی موجود در آن، مس است.سنگ میزبان این اندیس آهک ، متاولکانیک بازیک است و دیرینگی آن به دوران کرتاسه فوقانی می‌رسد. در این اندیس، پاراژنز‌های پیریت یافت می‌شوند.